# Рякудзі

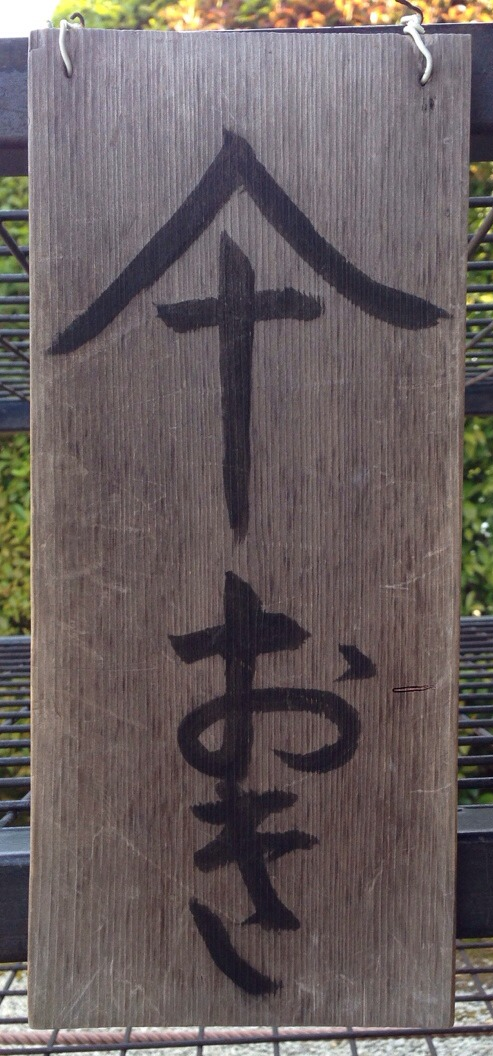
Табличка з написом "підставка для парасольок" (仐おき, каса-окі, стандартна форма — 傘おき, рякуджі форма ієрогліфа 傘:仐(人+十), без внутрішніх елементів 人. Порівняйте це зі спрощеною китайською 伞.

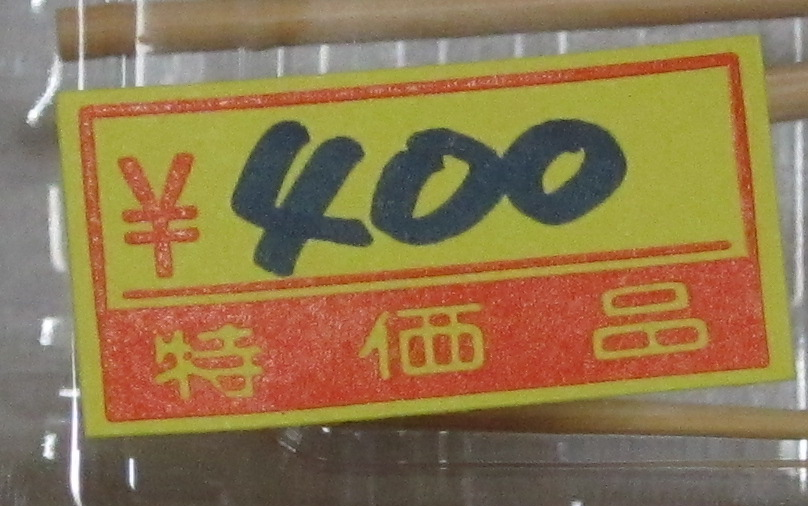
Цінник 400 єн 特価品 (вигідна покупка), що показує форму рякуджі 品, із з’єднаними нижніми коробками.

Японська писемність
Ієрогліфи 漢字
Абетка 仮名
- Хіраґана 平仮名
- Катакана 片仮名
- Манйоґана 万葉仮名
- Хентайґана 変体仮名
- Джіндай моджі

Використання
- Фуріґана 振り仮名
- Окуріґана 送り仮名

Латиниця

Українська кирилиця
Рякудзі чи Рякуджі (яп. 略字 りゃくじ, «скорочені символи»), або Хішшя Рякуджі (яп. 筆写略字 ひっしゃりゃくじ, «рукописні скорочені символи») це нелітературні спрощення кандзі.

## Статус
Рякудзі відсутні в Кандзі Кентей (тест на знання кандзі) і не визнані офіційно (більшість рякудзі відсутні в Юнікоді ). Проте деякі скорочені форми хьоґайдзі (表外字, символи, не включені до списків кандзі тойо або дзьойо), включені до стандартів JIS, які відповідають спрощеним канджі Шінджітай, включені до рівня до 1 і вище Кандзі Кентей (наприклад,餠→餅,摑→掴), а також альтернативні способи написання ключів і альтернативних форм. Деякі рякудзі були прийняті як Шінджітай.
Деякі спрощення зазвичай використовуються як спеціальні японські друкарські символи. До них належать:
- 々, знак повторення канджі, від 仝, що є варіантом 同;
- 〻, його вертикальна форма, від 二;
- знаки повторення хіраґани та катакани, ゝ і ヽ, звичайні риски;
- 〆, шіме, спрощення 占 (як 占め しめ шіме) курсивна форма верхнього елементу ト, використовується для багатьох канджі що читаються як しめ шіме, насамперед для 締め, також 閉め, 絞め, 搾め, та 占め;
- ヶ, зменшена кана ке, спрощення канджі 箇 (також використовується для  個), але має і багато інших використань.

З них лише 〆 для 締 і ヶдля 箇 зазвичай визнаються як спрощені кандзі.
Заміна складних кандзі на більш прості і стандартні (незалежно від того, пов’язані вони чи ні) — це інше явище, какікае. Наприклад, письмово «年齢43歳» як «年令43才» (ненрей 43 сай "вік 43 роки"), 齢 замінюється кандзі 令, а 歳 замінюється на 才, в обох випадках вимова однакова, але різними значеннями. Заміна 齢 автором на 令 (令 це права частина 齢) це графічне спрощення (фонетична частина залишається незмінною), тоді як 歳 і 才 графічно не пов’язані, але в обох випадках це просто заміною канджі, а не спрощенням. Інші приклади включають спрощення 醤油 шьо̄ю (соєвий соус) до 正油.

## Використання
Рякудзі в основному використовуються в особистих записках, нотатках та інших подібних формах рукописного тексту. Останніми роками їхнє використання скоротилося, можливо, через появу комп'ютерів і передових методів введення, які дозволяють однаково швидко вводити як прості, так і складні ієрогліфи. Незважаючи на це, рякудзі для 門 (мон, кадо; ворота ) і для символів із використанням ключа 門 і досі широко використовуються в рукописному тексті.

## Скорочення для слів з декількох канджі
У всіх випадках, розглянутих в інших розділах цієї статті, окремі канджі спрощуються, але не об’єднуються. Існують рідкісні випадки односимвольних скорочень для багатосимвольних слів або фраз, наприклад 圕 для 圖書館, 図書館 тошьокан, «бібліотека», але це дуже незвично; дивіться багатоскладові морфеми китайській мові, де це явище більш поширене.

## Приклади

## Інші приклади
Пропуск компонентів є загальним принципом, і отримані канджі«» часто не є стандартними, як у 傘 → 仐.
Якщо отриманий символ є стандартним символом з таким самим читанням (звичайним, якщо зберігається фонетичне значення), це є какікае, але якщо це просто графічне спрощення (з іншим читанням) або отриманий символ не є стандартним, це рякуджі. Одним із найпоширеніших прикладів є 巾 для 幅 хаба "ширина". Часто результат буде неоднозначним якщо розглядати канджі окремо, але зрозумілим із контексту. Це особливо часто зустрічається у складних словах, наприклад у наступних прикладах:
- 齢→令 в 年齢→年令
- 歴→厂 в 歴史→厂史
- 経→圣 в 経済→圣済

У деяких випадках компонент спрощується коли він є частиною кандзі, але не спрощується коли використовується окремо, або був спрощений в деяких символах, але не в інших. У такому випадку його спрощення окремо можна використовувати як звичайний рякудзі. Наприклад, 卒 використовується як окремий канджі, але коли є частиною канджі було спрощується до 卆, наприклад 醉 до 酔. Використання спрощеної форми 卆 як окремий символ, наприклад, при написанні 新卒 шін-соцу "недавній випускник" як 新卆, є неофіційним рякуджі. Як інший приклад, 專 було спрощено до 云 у деяких символах, таких як 傳 до 伝, але лише до 専 як окремий символ або інші ієрогліфи. Таким чином спрощення 専 в 薄 (нижня частина 溥) до 云 є прикладом рякуджі.
Більш незвичайні приклади походять із каліграфічних скорочень або більш формально з друкованих форм каліграфічних форм: стандартний символ спочатку пишеться каліграфічним (草書, сошьо), потім це перетворюється назад у друковану форму (楷書) у спрощеній формі. Це той самий принцип, що й графічні спрощення, такі як 學→学, а також різні спрощення подані вище, наприклад 第→㐧. Яскравим неформальним прикладом є 喜→㐂(три повторення канджі для числа 7 七), яку досить часто можна побачити на вивісках магазинів. Інші приклади включають 鹿→𢈘 ; і заміна центральної частини 風 на дві риски丶, як у нижній частині канджі 冬. 御 має різні такі спрощення. У слові Ніїґата (新潟), другий канджі 潟 є рідкісним і складним, тому його спрощено як 潟→泻 (氵写).

### Похідні ієрогліфи
Похідні ієрогліфи відповідно також мають похідні рякудзі, як у цих символів, похідних від 門:

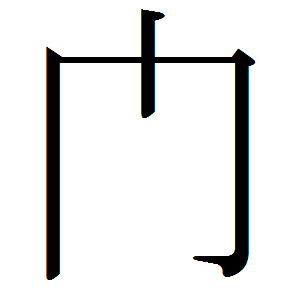
門
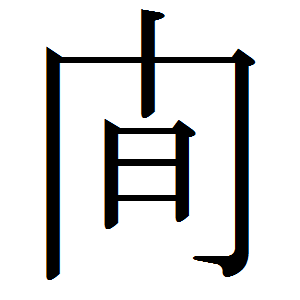
間
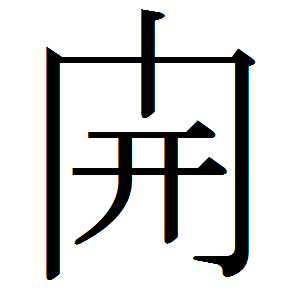
開

Так само спрощення 魚→𩵋  часто використовується в канджі з ключем «риба», таких як 鮨 суші, особливо на вивісках.

### Фонетичні спрощення
Деякі рякудзі є спрощеними фоно-семантичними ієрогліфами (ієрогліфи в яких ліва частина має семантичну роль, а права частина вказує на читання), які зберігають ключ як семантичну частина але замінюють решту компонентів фонетичними символами катакани для збереження онйомі читання, наприклад, 議 (20 рисок) можна спростити як 言(семантичний) + ギ (фонетичний ґі для онйомі читання):

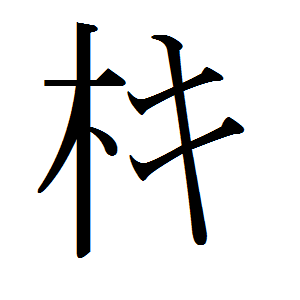
機 → 木 + キ кі
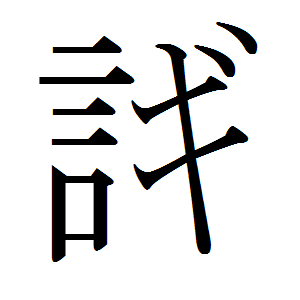
議 → 言 + ギ ґі
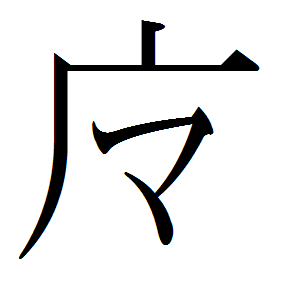
魔、摩 → 广 + マ ма

Іншим прикладом є 層 со̄, де замінюється компонент 曽 на ソ со.
Це також може бути зроблене за допомогою латинської абетки; наприклад, канджі 憲(використовується в 憲法 кемпо̄, «конституція») можна спростити до «宀K»: ключ 宀 розміщений над літерою К; це особливо часто зустрічається у юридичних школах. Аналогічно, 慶應 (кейо̄), як в університеті Кейо, можна спростити до "广K广O ": літери K і O відповідно розміщені всередині ключа 广. У цьому випадку вимова «KO» (як акронім) звучить як справжня назва "Кейо̄".

Канджі 機 має ряд рякудзі, оскільки це загальновживаний символ з великою кількістю рисок (16); крім наведеного вище фоно-семантичного спрощення, він також має ряд суто графічних спрощень:

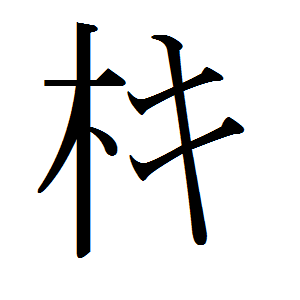
木 + キ
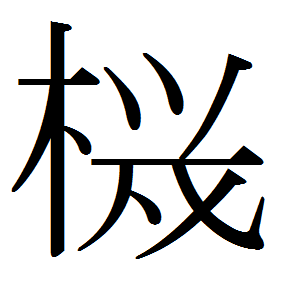
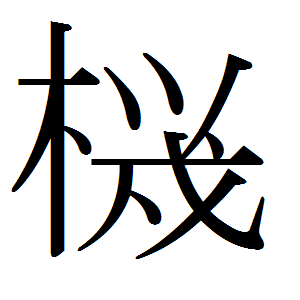
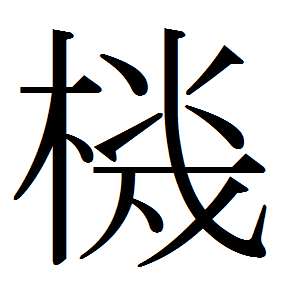

## Дивитись також
- Лігатури кани
- Шінджітай
- Спрощені ієрогліфи
- Варіантні китайські ієрогліфи
- Якча, Корейські спрощення

## Зовнішні посилання
- Більше прикладів Ryakuji
- Ще більше прикладів Ryakuji [Архівовано 2014-09-07 у Wayback Machine.]